# バシリウス・ベスラー

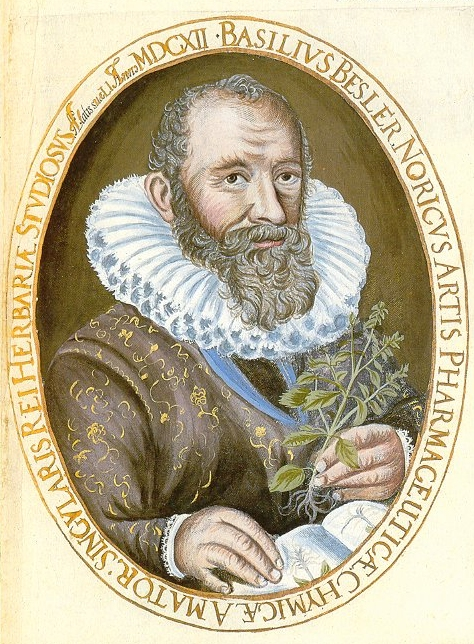
Basilius Beslerの1613年頃の肖像画

バシリウス・ベスラーまたはバジル・ベスラー（Basilius Besler または Basil Besler、1561年2月13日 - 1629年3月13日）はドイツの薬剤師、植物学者、植物画家である。ドイツ、アイヒシュテットの司教で植物愛好家の、ヨハン・コンラート（Johann Konrad von Gemmingen）が造った庭園で栽培された植物を詳細に描いた『アイヒシュテット庭園植物誌』（Hortus Eystettensis）の植物画を描き、出版したことで知られる。

## 生涯
ニュルンベルクで生まれた。ニュルンベルクで薬局、„Zum Marienbild“を経営し、自らも庭園と博物学コレクションを作った。1597年にアイヒシュテットの司教、ヨハン・コンラートはヴィリバルツブルクに、1haほどの広さで、8つのテラスが作られた庭園を造った。ウィーンの屋敷に、庭園を作った植物学者のヨアヒム・カメラリウス（Joachim Camerarius）、ルートヴィヒ・ユンガーマン（Ludwig Jungermann）やカロルス・クルシウス（Carolus Clusius）らが協力した。このアイヒシュテット庭園はすぐに有名になった。
『アイヒシュテット庭園植物誌』はベスラーによって出版された。850ページの本で1084の植物が記述され、ベスラーの描いた367点の版画がつけられた最も初期の銅版よる大型本の一つである。1640年と1713年の2度出版された。1668年には日本にも輸入されている。
シャルル・プリュミエによってイワタバコ科の植物、Besleriaに献名されている。

## 『アイヒシュテット庭園植物誌』の図版

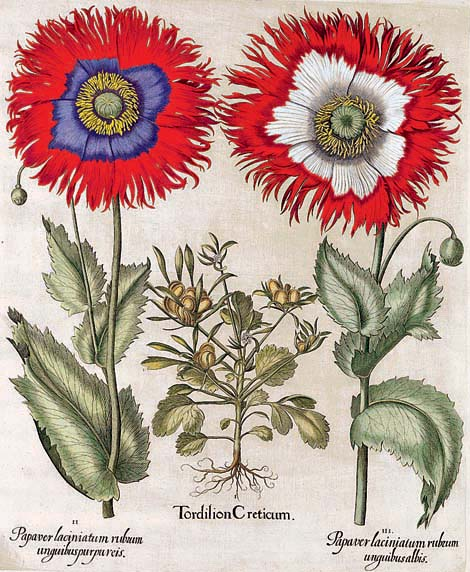
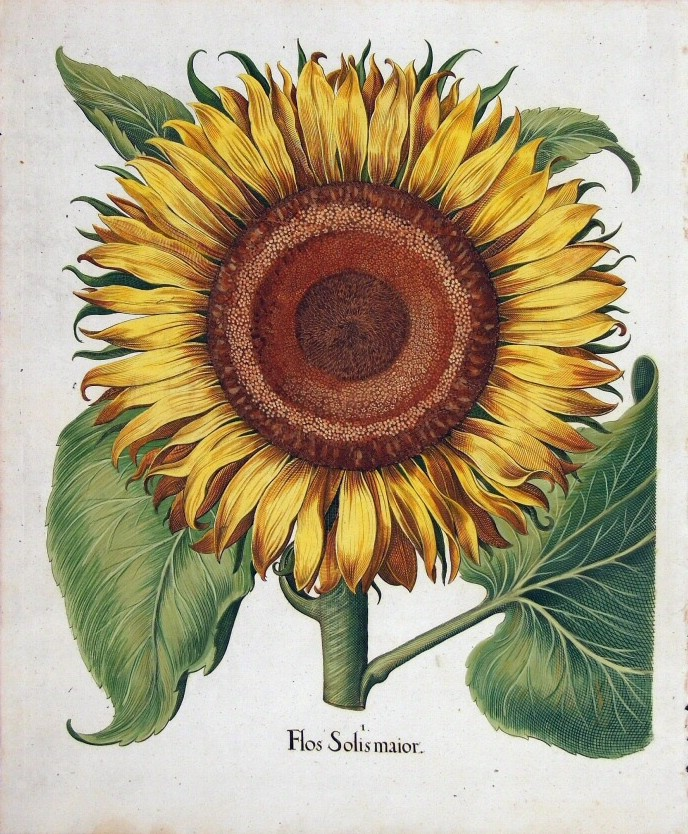
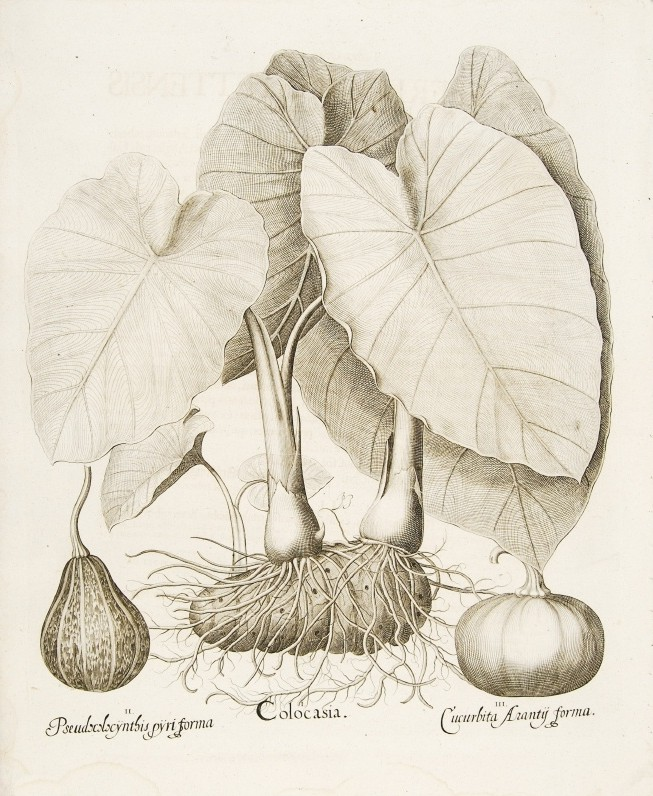
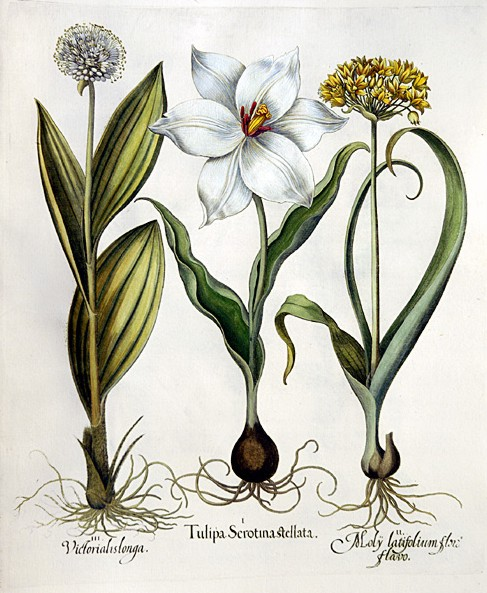

## 参考資料
1. ↑  ヴォルフガング・ミヒェル著シーボルト記念館所蔵の「阿蘭陀草花鏡図」とその背景について 『鳴滝紀要』、第17号、9～38頁、2007年3月